# (34982) 2494 T-3
2494 T-3 (asteroide 34982) é um asteroide da cintura principal. Possui uma excentricidade de 0.09422630 e uma inclinação de 3.13230º.
Este asteroide foi descoberto no dia 16 de outubro de 1977 por Cornelis Johannes van Houten e Ingrid van Houten-Groeneveld e Tom Gehrels em Palomar.